# 定海城墙

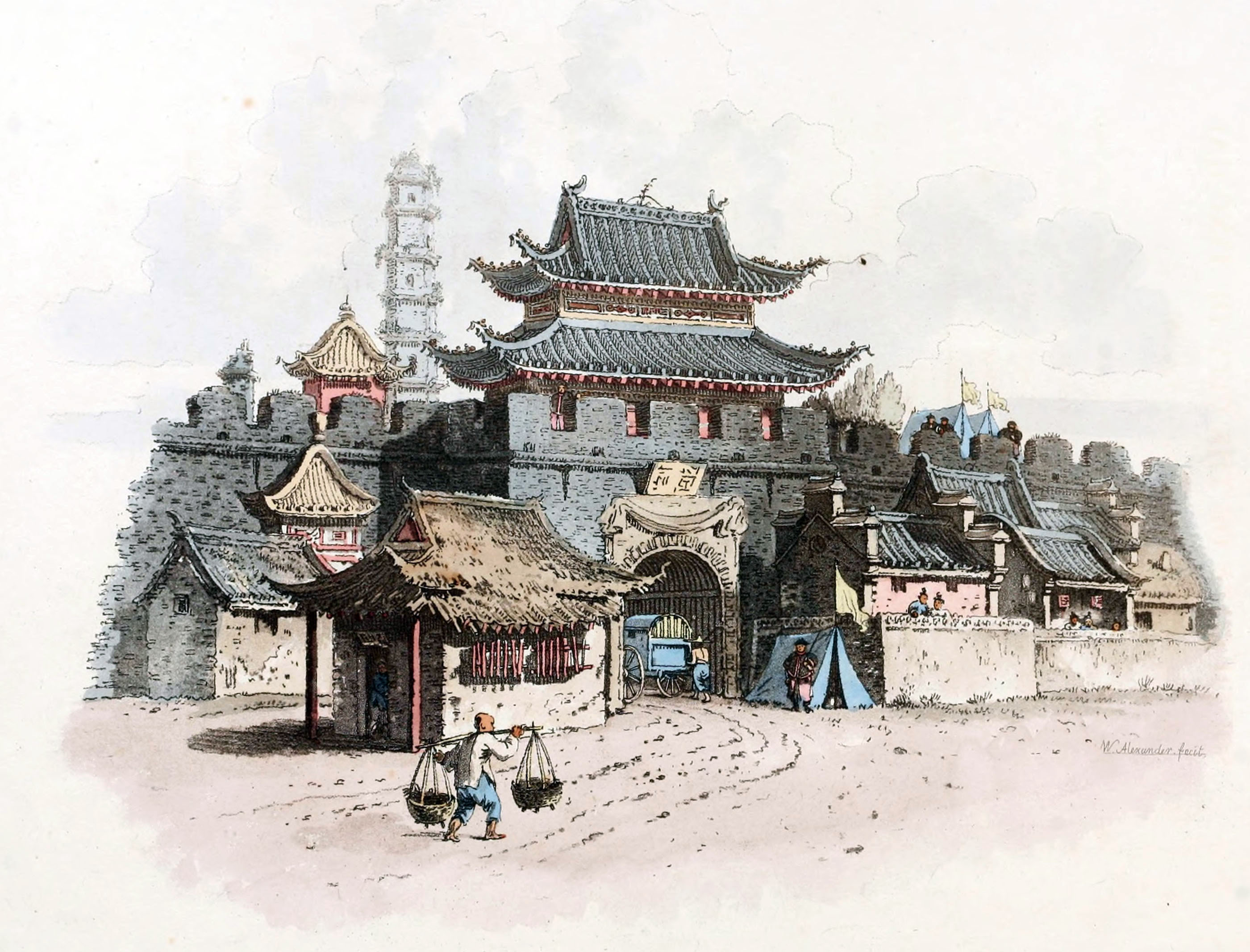
定海城墙南门，1793年绘制

定海城墙，位于中国浙江省舟山市定海区。1956年至1959年间，定海城墙拆除。

## 历史
北宋熙宁六年，改翁山县为昌国县，并筑城池，设有东南西北四门。元至元五年（1268年），重修城墙，城门由4座增为6座：东为东江门、西为西门、南为南门、北为上荣门、西南为舟山门、东北为艮门。明洪武十三年（1380年），城门复旧制，改为4门。万历十三年（1585年），副总镇张可大重修城墙。清同治十年（1871年），最后一次重修城墙，当年四月初一日开工，至十一月十五日完工。
1956年，开始拆除城墙，至1959年拆除完毕。